# 阿里·宰因·阿比丁
阿里·伊本·侯賽因（阿拉伯語：علي بن حسين زين العابدين、拉丁化：Zayn al-'Ābidīn；659年1月6日－712年10月20日）常被稱為宰因·阿比丁（最佳禮拜者），他是伊斯蘭教先知穆罕默德的曾孫，同時是第四任什葉派伊瑪目（伊斯瑪儀派認為他是第三任）。阿里·阿斯加爾·伊本·侯賽因（Ali al-Asghar ibn Husayn）和阿里·阿克巴爾·伊本·侯賽因（Ali al-Akbar ibn Husayn）是他的弟弟。他又被人稱為「俯臥伊瑪目」和「俯臥和欠身者的領袖」。赛贾德大约在公元659年出生。他在680年的卡尔巴拉战役中幸存下来，那场战役中侯赛因和他的小队伍在前往库法的途中被倭马亚王朝的军队屠杀（統治時期 680–683）。  
战后，赛贾德和其他幸存者受到了恶劣的对待，并被带到倭马亚王朝的首都大马士革。最终，赛贾德被允许返回他的家乡麦地那，在那里他过着隐居的生活，没有参与第二次内乱期间反对倭马亚王朝的多次亲阿里派起义。相反，他将一生奉献给了宗教崇拜和学习，甚至在早期的逊尼派穆斯林中也被高度尊敬，被视为伊斯兰传统（圣训）和法律（教法）的权威。  
他还以虔诚和高尚的品格闻名。由于在政治上保持沉默，赛贾德在晚年之前几乎没有追随者，因为许多什叶派穆斯林最初被吸引到穆赫塔尔·塔卡菲的反倭马亚运动中。  
赛贾德大约在712年去世，可能是自然死亡，也可能是被倭马亚王朝毒死。他去世后，主流的什叶派追随他的长子──同样保持沉默的穆罕默德·巴基尔。其他人则追随穆罕默德同父异母的弟弟──扎伊德·本·阿里，他的起义在740年被倭马亚王朝镇压，标志着扎伊德派的诞生。一些被认为是赛贾德的祈祷词被收录在《赛贾德的经典》中，这部经典在什叶派中备受推崇。什叶派社区将赛贾德视为在逆境中忍耐和坚持的榜样。

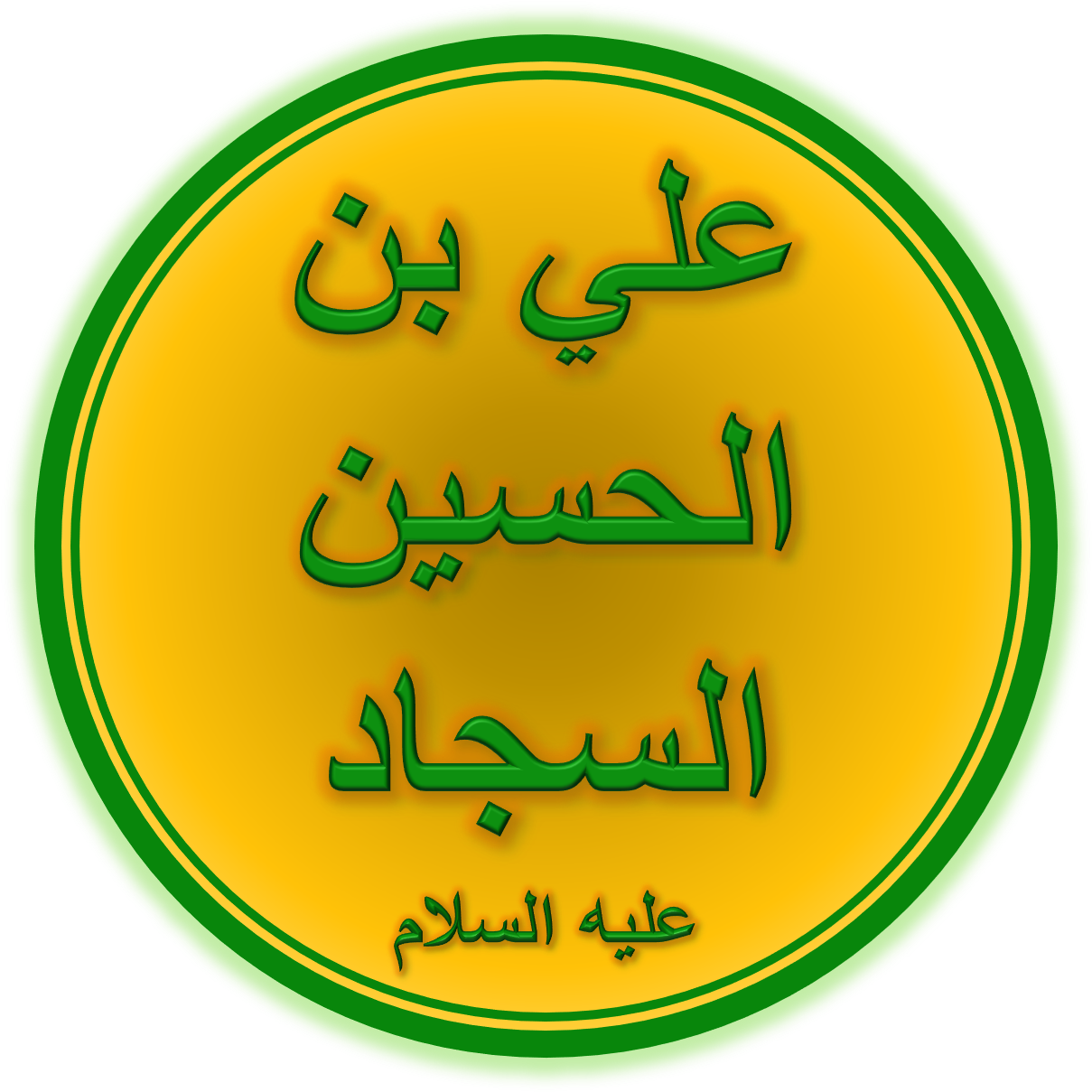

## 生平

### 家庭
宰因·阿比丁在659年舍爾邦月5日出生於麥地那，父親侯賽因是先知穆罕默德的外孙。阿里·阿斯加爾·伊本·侯賽因和阿里·阿克巴爾·伊本·侯賽因是他的弟弟，薩金娜·賓特·侯賽因（Sakinah bint Husayn）、法蒂瑪·蘇格拉·賓特·侯賽因（Fatema Sugra bint Husayn）及蘇凱娜·賓特·侯賽因（Sukayna bint Husayn）則是他的妹妹。

### 出生和早年生活
阿里·萨贾德于回历38年（公元658-659年）出生于麦地那，也可能是库法。
什叶派穆斯林每年都会庆祝沙班月第五个日子。
萨贾德是伊斯兰教先知穆罕默德的曾孙，也是第一位什叶派伊玛目阿里·伊本·阿比·塔利卜的孙子，后者与穆罕默德的女儿法蒂玛结婚而生。
661年祖父被暗杀后，萨贾德由他的叔叔哈桑和他的父亲侯赛因抚养长大，他们分别是什叶派的第二任和第三任伊玛目。
侯赛因还有另外两个名叫阿里的儿子，他们都在公元680年的卡尔巴拉战役中阵亡。第一个儿子还是个婴儿，在什叶派文献中被称为阿里·阿斯加尔（字面意思是"小阿里"）。第二个儿子是阿里·阿克巴尔（字面意思是"大阿里"），尽管一些历史记载表明萨贾德才是侯赛因的长子。
萨贾德的母亲在不同来源中被称作巴拉、加扎拉、索拉法、萨拉马、沙赫扎南和沙赫尔巴努。
根据一些逊尼派记载，她是一名从信德被释放的奴隶女孩（umm walad）。
相比之下，什叶派消息来源认为，萨贾德的母亲是萨珊王朝最后一位皇帝伊嗣俟三世（632-651年在位）的女儿，他在穆斯林征服波斯期间被推翻。因此，什叶派传统将萨贾德称为Ibn al-Khiyaratayn（字面意思是"最好的两个人的儿子"），这个头衔表明他拥有双方的高贵血统。然而，萨贾德的母亲是萨珊公主的说法只存在于什叶派消息来源中。
什叶派的记载补充说，在第二任哈里发欧麦尔（634-644年在位）统治期间，伊嗣俟的女儿被俘虏到麦地那。随后，她被允许选择自己的丈夫侯赛因，并在生下唯一的儿子阿里·萨贾德后不久去世。

### 卡尔巴拉之战
卡尔巴拉之战
回历61年穆哈拉姆月10日（公元680年10月10日），侯赛因和他的同伴在卡尔巴拉（今伊拉克）被倭马亚王朝哈里发耶齐德一世（公元680-683年在位）的军队包围并屠杀，
原因是侯赛因拒绝向耶齐德一世宣誓效忠。
阿里·萨贾德也随行至卡尔巴拉，但因病无法参战。倭马亚军队杀害侯赛因及其男性亲属和同伴后，洗劫了他的营地。有人打算杀死萨贾德，但他最终幸存。
战后，萨贾德和妇女们被俘，押送至附近的库法
途中，他们遭受虐待。抵达库法后，他们被戴上镣铐，妇女们被揭开面纱，与阵亡者的头颅一同在城内游行。俘虏随后被带到倭马亚总督乌拜德·阿拉·伊本·齐亚德面前。他夸口自己杀死了侯赛因及其亲属，称这是天罚[2]。当萨贾德指责伊本·齐亚德是凶手时[2]，总督下令处决他。然而，萨贾德的姑母扎伊纳布挺身保护，要求先杀她，总督因此心软。
伊本·齐亚德将俘虏囚禁一段时间后，送往倭马亚首都大马士革。途中，他们被带到各个村庄展示。穆罕默德的堂兄阿卜杜拉·伊本·阿巴斯在致亚兹德的信中严厉批评了哈里发对俘虏的恶劣对待，称这种待遇比大屠杀还要恶劣。

### 在大马士革
在大马士革，俘虏们被游街示众，随后被关押了一段时间，然后被带到哈里发面前。关于叶齐德对卡尔巴拉事件的反应及其罪责，中世纪和现代的资料中都存在争议。
第一种叙述是，他在最初的严厉审问后善待了俘虏，表示他对总督的行为感到遗憾，并说如果侯赛因还活着，他会赦免他。  
这类叙述由伊斯兰学者劳拉·韦基亚·瓦列里、威尔弗德·马德隆和海因茨·哈尔姆提供。 与此相反，另一位专家穆恩·莫门认为，叶齐德担心社会动荡，因此在公众舆论开始倾向于俘虏时释放了他们。 其他一些作者也表达了类似的观点，包括约翰·埃斯波西托（J. Esposito）、  奥斯曼、  阿盖、 皮诺、  芒森、 以及什叶派学者穆罕默德·侯赛因·塔巴塔巴伊。
特别是伊斯兰学者侯赛因·穆罕默德·贾夫里引用逊尼派历史学家伊本·凯西尔的话写道，叶齐德并未在屠杀后谴责他的总督，这在贾夫里看来并不表明他有任何悔意。无论如何，这种悔意的说法与叶齐德早先命令总督要么让侯赛因效忠要么杀死他的命令形成了鲜明对比。    
另一种叙述认为，俘虏们被带到哈里发面前参加了一个仪式，哈里发在那里得意洋洋地为他在与穆罕默德战斗中死去的异教亲属复仇。 这类叙述由伊斯兰学者塔赫拉·库特布丁提供。库特布丁和R. 奥斯曼也持类似观点。  
根据一些报道，叶齐德还用拐杖击打侯赛因的断头以示侮辱， 尽管最后这一情节有时被归因于伊本·齐亚德， 这与逊尼派倾向于为哈里发开脱并将杀害侯赛因的责任归咎于伊本·齐亚德的倾向一致。 大马士革的 倭马亚清真寺|大清真寺的一部分，被称为“阿里圣地”，标志着萨贾德被关押的地方。
俘虏们最终被释放并护送回麦地那。 他们的队伍可能经过卡尔巴拉返回，并在那里停下来哀悼死者。 逊尼派资料提到叶齐德对屠杀感到悔恨，并补偿了俘虏们被士兵掠夺的财产。 与此相反，什叶派权威人士认为，是俘虏们的行动迫使哈里发最终与屠杀保持距离。 一些当代作者也表达了类似的观点。

### 晚年生活
阿里·萨贾德回到麦地那后，过着安静而学术的生活，将自己局限在一个小圈子的追随者和门徒中。 他保持政治上的沉默，远离政治，将时间奉献给祈祷，这为他赢得了尊称。  
多年来，萨贾德在私人聚会中纪念卡尔巴拉大屠杀， 担心倭马亚王朝的报复。  
这些聚会是对倭马亚政权的一种抗议形式， 也是什叶派穆哈拉姆哀悼仪式的先驱。  
个人而言，萨贾德深受卡尔巴拉大屠杀的影响，以至于多年来他经常为此哭泣。他引用《古兰经》12:84节为自己的长期悲伤辩护，这节经文描述了伊斯兰教中雅各布在儿子约瑟夫不在时的巨大悲痛。

### 在第二次内乱中的角色
卡尔巴拉大屠杀后，阿卜杜拉·伊本·祖拜尔——穆罕默德的著名同伴祖拜尔·伊本·奥瓦姆的儿子──在希贾兹自封为哈里发。他逐渐获得了民众的支持， 以至于在683年，库法强行用伊本·祖拜尔的代表取代了他们的倭马亚总督。  
阿里·萨贾德对伊本·祖拜尔保持中立， 甚至在麦地那的动荡期间离开了城市， 并且从未向伊本·祖拜尔宣誓效忠， 但伊本·祖拜尔并未骚扰他。阿里·萨贾德也没有受到叶齐德军队的伤害，后者在683年哈拉战役胜利后洗劫了麦地那。  
在这次事件中，萨贾德与其他人不同，被免除了重新向叶齐德宣誓效忠的义务， 可能是因为他早些时候庇护了倭马亚家族的马尔万·伊本·哈卡姆及其家人。  
一些非什叶派资料描述了萨贾德与马尔万之间的友好关系，后者在684年接替了叶齐德体弱多病的儿子成为哈里发。这些资料甚至声称萨贾德向马尔万借钱购买了一个女奴，或者马尔万曾就拜占庭帝国皇帝的一封信征求他的意见。与此相反，什叶派资料认为萨贾德与当局的互动是基于宗教掩饰 taqiyya 的原则，以避免迫害。  
在卡尔巴拉大屠杀之后，库法的塔瓦宾起义（直译：「忏悔者」）是第一个寻求复仇的团体。他们起义是为了赎罪，因为他们曾抛弃侯赛因，意图将哈里发之位交给他的儿子萨贾德； 但他们于684年被一支规模更大的倭马亚军队镇压。  
没有证据表明萨贾德参与了这次起义。  
叶齐德于683年去世后不久，穆赫塔尔·塔卡菲出现在库法， 他在那里发起了一场为侯赛因复仇的运动，同时声称代表穆罕默德·伊本·哈纳菲亚，后者是阿里·伊本·阿比·塔利布的儿子，但并非阿里与法蒂玛的婚姻所生。 根据一些记载，穆赫塔尔最初寻求萨贾德的支持，但被拒绝了。 然而，穆赫塔尔在库法的运动取得了成功，并于686年控制了该城， 随后他处决了一些被认为对卡尔巴拉大屠杀负有责任的人， 包括希姆尔、伊本·萨阿德和伊本·齐亚德。 穆赫塔尔甚至可能将伊本·萨阿德的首级作为礼物送给了萨贾德。 当穆赫塔尔于687年被伊本·祖拜尔的军队杀死时， 他们并未伤害萨贾德， 这表明萨贾德与穆赫塔尔之间的联系较弱。 关于萨贾德对穆赫塔尔的看法，资料存在矛盾， 尽管什叶派资料对穆赫塔尔大多持不同情态度， 部分原因是他支持伊本·哈纳菲亚而非萨贾德。 同样，萨贾德也未受到倭马亚指挥官哈贾吉·伊本·优素福的伤害， 后者于692年击败并杀死了伊本·祖拜尔。

## 去世
阿里·萨贾德于伊斯兰历94或95年（公元712-714年）去世，并被安葬在麦地那的巴基公墓，紧邻他的叔叔哈桑。 什叶派穆斯林每年在伊斯兰历2月11日纪念这一日子。 他的坟墓上曾有一座圣殿，但在1806年被摧毁；随后，经过重建，又在1925年或1926年再次被毁。这两次摧毁都是由瓦哈比派的追随者实施的， 这是一个由沙特支持的复兴运动，认为对穆斯林圣徒的崇拜是一种多神教形式和严重的罪过（shirk）。  
阿里·萨贾德可能是自然死亡， 或者，根据什叶派权威的说法，他是在当时的倭马亚哈里发瓦利德·本·阿卜杜勒·马利克（統治時期 705–715）或他的兄弟希沙姆·本·阿卜杜勒·马利克（統治時期 724–743）的唆使下被毒死的。

## 伊玛目职位
如今，大多数什叶派认为侯赛因的继任者是萨贾德， 他的伊玛目职位与叶齐德（統治時期 680–683）、穆阿维叶（統治時期 683–684）、马尔万（統治時期 684–685）、阿卜杜勒·马利克·本·马尔万（統治時期 685–705）和瓦利德二世（統治時期 705–715）的哈里发时期重合。
作为侯赛因唯一幸存的儿子，萨贾德是伊玛目职位的自然候选人。 还有一些什叶派传统表明，侯赛因曾指定萨贾德为他的继承人和继任者。 然而，当时许多什叶派认为，像侯赛因一样，他们的伊玛目应该起来反抗倭马亚王朝的暴政。鉴于萨贾德的沉默态度，这些什叶派转而支持穆赫塔尔，后者起义支持伊本·哈乃菲耶。 因此，伊本·哈乃菲耶最初分散了萨贾德的许多支持， 而萨贾德在卡尔巴拉之后过着隐居的虔诚生活。 事实上，尽管萨贾德广受尊敬， 但直到692年祖拜里反哈里发政权崩溃之前，他的追随者寥寥无几。 他的沉默态度甚至让一些西方历史学家不确定他是否提出过任何伊玛目职位的宣称。 然而，一些当代什叶派人物，包括阿布·哈利德·卡布里和卡西姆·本·奥夫，已知从伊本·哈乃菲耶转向效忠萨贾德。
至于伊本·哈乃菲耶，他留在故乡麦地那，拒绝积极领导穆赫塔尔的起义。 伊本·哈乃菲耶既没有否认穆赫塔尔为他宣传的行为，也没有公开宣称自己是侯赛因的继任者。 另一方面，伊本·哈乃菲耶可能对哈里发职位有秘密的企图， 因为他从未向伊本·祖拜尔宣誓效忠， 后者甚至将他囚禁，直到穆赫塔尔将他救出。 伊本·哈乃菲耶的追随者在什叶派中被称为凯桑派，他们继续通过他的后代追溯伊玛目职位。 一些凯桑派在伊本·哈乃菲耶于700或701年去世后显然加入了萨贾德的阵营。 还有一些人认为他被神圣意志隐藏（伊斯兰教中的隐遁），并最终会返回以消除世上的不公。 这可能是在什叶派伊斯兰教中马赫迪的弥赛亚概念成为主流的时期。 然而，大多数凯桑派追随了伊本·哈乃菲耶的儿子阿布·哈希姆。 当后者去世后，他的伊玛目职位据称传给了阿拔斯哈里发，即穆罕默德的叔叔阿拔斯的后代。 凯桑派后来在阿拔斯革命中发挥了关键作用，推翻了倭马亚王朝。 随着阿拔斯王朝逐渐转向反对他们曾经的什叶派盟友， 他们将大多数凯桑派带向了逊尼派。
在其他什叶派教派中，伊斯玛仪派认为侯赛因曾指定伊本·哈乃菲耶为临时伊玛目，以保护真正的伊玛目（即萨贾德）的身份。 相比之下，大多数扎伊德派并不将萨贾德列为他们的伊玛目之一， 因为他的政治沉默态度使他不符合扎伊德派伊玛目的资格。

### 继任者
当萨贾德去世时，他的大多数追随者接受了他的长子穆罕默德（通常以尊称“巴基尔”闻名，意为“揭示知识者”）的伊玛目职位。 事实上，流行的什叶派资料显示，萨贾德在去世前指定巴基尔为他的继任者。
扎伊德·本·阿里，巴基尔的同父异母弟弟，年纪要小得多， 也宣称拥有领导权。 与沉默的巴基尔不同， 扎伊德在政治上非常活跃。他于740年起义反抗倭马亚王朝，但很快被杀。 或许是为了扩大支持， 扎伊德接受了一些早期什叶派未采纳的多数派观点。 例如，他没有谴责前两位哈里发，即阿布·伯克尔和欧麦尔， 而这两人在什叶派伊斯兰教中被谴责为篡夺阿里·本·阿比·塔利布继承权的篡位者。 然而，这些观点使扎伊德失去了部分什叶派的支持。
扎伊德的起义标志着扎伊德派（什叶派）运动的开始。 特别是对于早期的扎伊德派来说，任何阿里·本·阿比·塔利布和法蒂玛的后裔，只要具备宗教知识并在扎伊德派教义中符合领导资格，只要他起来反抗不公正的政府，就有资格成为领袖。

### 奇迹
什叶派资料将一些奇迹归功于萨贾德：他在沙漠中与一只羚羊交谈，使一位老妇人恢复青春，并且麦加的神圣黑石在伊本·哈乃菲耶面前证实了他的伊玛目职位。

## 品格
阿里·萨贾德身材瘦削，外貌和举止都与他的祖父阿里·本·阿比·塔利布相似。 他将大量时间用于礼拜和学习， 以至于根据什叶派传记作者的记载，他的脸因长时间祈祷而淤青，双腿也因跪拜而肿胀。 他还是伊斯兰传统和法律的权威，以其高尚的品格和虔诚著称。 由于这些原因，穆罕默德的曾孙备受尊敬，甚至在非什叶派穆斯林中也是如此。 这种情况在麦地那的学者圈中尤为明显， 以至于他的同伴和仰慕者中包括一些当时顶尖的逊尼派学者，如伊本·希哈布·祖赫里和赛义德·本·穆赛伊布。 这些学者以及其他一些圣训学者在逊尼派资料中引用了萨贾德的言论。 一首赞美萨贾德的诗歌，据称出自著名诗人法拉兹达克之手，描述了希沙姆（在其成为哈里发之前）的愤怒，当时在朝觐期间，人群对萨贾德表现出的尊重超过了希沙姆。
什叶派资料中还有许多关于萨贾德慷慨的故事。 他一生中购买并释放了数十名奴隶， 并秘密资助贫困的麦地那居民。这些居民在他去世后才发现，萨贾德是那位经常在夜间为他们带来食物并遮住脸以保持匿名的恩人。 关于他的忍耐和宽宏大量， 据说他在麦地那的反倭马亚起义期间庇护了马尔万的家人。 阿里·萨贾德还阻止了对希沙姆·本·伊斯梅尔·马赫祖米的虐待，尽管后者在被免去麦地那总督职务前经常侮辱萨贾德。 什叶派社区将阿里·萨贾德视为在逆境中保持耐心和毅力的榜样。

## 同伴与传述者
尽管萨贾德广受尊敬， 但在692年祖拜里反哈里发政权崩溃之前，他的支持者寥寥无几。 什叶派作者列出了168至237位萨贾德的同伴和传述者， 其中一些人相信他的无谬性。 萨贾德的一些资深同伴曾是穆罕默德和阿里·本·阿比·塔利布的同伴，例如贾比尔·本·阿卜杜拉、阿米尔·本·瓦西拉·基纳尼和萨拉马·本·卡希尔。萨贾德的其他著名同伴还包括阿布·哈姆扎·苏马利、阿班·本·塔格利布、阿布·哈利德·卡布里、叶海亚·本·乌姆·塔维尔、赛义德·本·朱拜尔、赛义德·本·穆赛伊布、穆罕默德和哈基姆·本·朱拜尔·本·穆塔姆，以及胡姆兰·本·穆罕默德·本·阿卜杜拉·泰亚尔。 从萨贾德传述圣训的人包括阿班·本·塔格利布、阿布·哈姆扎·苏马利、萨比特·本·霍尔木兹·哈达德、阿姆鲁·本·萨比特和萨利姆·本·阿比·哈夫萨。

## 學說
他的一生專注於學習，成為了聖訓和伊斯蘭教法的權威。《穆罕默德家族詩篇》是以他為來源，該著作在什葉派的地位僅次於《古蘭經》和《辭章之道》。宰因·阿比丁有許多支持者，包括賽義德·伊本·朱拜爾（Sa'id ibn Jubayr）。

## 註腳
1. ↑  Lalljee 1993，第134頁
2. ↑  Nasr & Aminrazavi 2008，第160頁
3. ↑  Amīn 1968，第121頁
4. 1 2 3 4  Chittick 1987，第xiv頁.
5. 1 2 3 4 5 6 7 8  Baghestani & Emadi Haeri 2017.
6. 1 2  Momen 1985，第239頁.
7. 1 2 3 4 5 6 7 8 9 10 11 12 13 14 15 16 17 18  Madelung 1985.
8. 1 2 3 4 5 6 7 8 9 10 11 12 13 14 15 16 17 18 19 20  Kohlberg 2002.
9. ↑  Kennedy 2016，第62頁.
10. ↑  Donaldson 1933，第107–108頁.
11. 1 2 3 4  Momen 1985，第30頁.
12. ↑  Qutbuddin 2019，第107頁; Hamdar 2009，第86, 93頁; Hyder 2006，第46頁.
13. 1 2  Qutbuddin 2019，第107頁.
14. ↑  Aghaie 2004a.
15. ↑  Aghaie 2004b，第9頁.
16. ↑  Osman 2015，第129頁.
17. 1 2  Esposito 2022.
18. 1 2  Qutbuddin 2005，第9938頁.
19. 1 2 3  Madelung 2004.
20. ↑  Veccia Vaglieri 1971.
21. ↑  Halm 1999，第15頁.
22. ↑  Momen 1985，第31頁.
23. 1 2 3  Osman 2015，第131頁.
24. ↑  Aghaie 2004b，第121頁.
25. 1 2  Pinault 2001，第13頁.
26. ↑  Munson 1988，第23頁.
27. ↑  Tabatabai 1975，第177頁.
28. ↑  Jafri 1979，第194頁.
29. 1 2  Qutbuddin 2019，第118–119頁.
30. ↑  Osman 2015，第149n212頁.
31. ↑  Pinault 1998，第71頁.
32. ↑  Veccia Vaglieri 1971; Momen 1985，第31頁; Abu Zahra 1997，第118頁.
33. ↑  Haider 2014，第70頁.
34. ↑  Momen 1985，第31頁; Esposito 2022; Tabatabai 1975，第177頁.
35. ↑  Donaldson 1933，第107頁.
36. ↑  Dakake 2007，第72頁.
37. ↑  Haider 2014，第74頁.
38. ↑  Hussain 2005，第81頁.
39. ↑  Hyder 2006，第20頁.
40. ↑  Ayoub 1978，第153頁.
41. ↑  Gordon Melton 2010，第210頁.
42. ↑  Aghaie 2004b，第10頁.
43. ↑  Chittick 1987，第xv頁.
44. ↑  Haider 2014，第67頁.
45. 1 2 3 4 5  Momen 1985，第35頁.
46. ↑  Jafri 1979，第227頁.
47. 1 2 3  Lalani 2000，第31頁.
48. 1 2 3  Jafri 1979，第238頁.
49. ↑  Donaldson 1933，第105頁.
50. 1 2  Jafri 1979，第159頁.
51. ↑  Jafri 1979，第161頁.
52. ↑  Lalani 2000，第31–32頁.
53. ↑  Jafri 1979，第240頁.
54. ↑  Dakake 2007，第71頁.
55. 1 2 3 4  Donaldson 1933，第106頁.
56. 1 2 3 4 5  Momen 1985，第36頁.
57. ↑  Dakake 2007，第269n93頁.
58. ↑  Jafri 1979，第235–236頁.
59. 1 2  Jafri 1979，第236頁.
60. ↑  Dakake 2007，第96頁.
61. ↑  Momen 1985，第36–37頁.
62. ↑  Werner 2010.
63. ↑  Ibrahim 2006，第19–22頁.
64. 1 2 3 4  Amir-Moezzi & Jambet 2018，第28頁.
65. 1 2 3  Momen 1985，第37頁.
66. ↑  Donaldson 1933，第110–111頁.
67. ↑  Pierce 2016，第54頁.
68. 1 2 3  Jafri 1979，第166頁.
69. ↑  Lalani 2000，第78頁.
70. ↑  Chittick 1987，第xv–xvi頁.
71. 1 2  Lalani 2000，第115頁.
72. 1 2  Momen 1985，第36頁; Kohlberg 2002; Jafri 1979，第168頁.
73. ↑  Momen 1985，第64頁.
74. ↑  Jafri 1979，第168頁.
75. ↑  Daftary 2015，第173頁.
76. ↑  Lalani 2000，第33頁.
77. ↑  Haider 2014，第270頁.
78. 1 2  Buhl 1993.
79. ↑  Haider 2014，第270–271頁.
80. ↑  Amir-Moezzi & Jambet 2018，第38n9頁.
81. ↑  Lalani 2000，第34–35頁.
82. ↑  Sachedina 1988，第10頁.
83. 1 2  Daftary 2015，第175頁.
84. ↑  Sachedina 1981，第9頁.
85. ↑  Crone & Hinds 2003，第103頁.
86. ↑  Hawting 2000，第52頁.
87. 1 2  Hawting 2000，第110頁.
88. ↑  Crone 2005，第91頁.
89. 1 2  Haider 2014，第38–39頁.
90. ↑  Momen 1985，第71頁.
91. ↑  Momen 1985，第69頁.
92. ↑  Momen 1985，第328n5頁.
93. 1 2  Haider 2014，第87頁.
94. ↑  Daftary 2013，第146頁.
95. ↑  Jafri 1979，第171頁; Chittick 1987，第xvi頁; Lalani 2000，第41頁.
96. ↑  Daftary 2013，第145頁.
97. 1 2  Momen 1985，第49–50頁.
98. ↑  Madelung 2002.
99. 1 2  Momen 1985，第49頁.
100. ↑  Haider 2014，第89頁.
101. ↑  Kohlberg 1995.
102. ↑  Haider 2014，第89頁; Momen 1985，第49–50頁; Jafri 1979，第173頁.
103. ↑  Amir-Moezzi & Jambet 2018，第29頁.
104. ↑  Donaldson 1933，第110頁.
105. 1 2  Chittick 1987，第ix, xv頁; Amir-Moezzi & Jambet 2018，第28頁; Madelung 1985.
106. ↑  Pierce 2016，第55頁.
107. ↑  Momen 1985，第36頁; Jafri 1979，第170頁; Lalani 2000，第215頁.
108. ↑  Jafri 1979，第245–246頁.
109. ↑  Chittick 1987，第ix–x頁; Madelung 1985; Jafri 1979，第169頁.
110. ↑  Esposito 2003，第347頁.
111. ↑  Mavani 2013，第128頁.
112. ↑  Lalani 2000，第108–110頁.